# Mathieu Sprengers

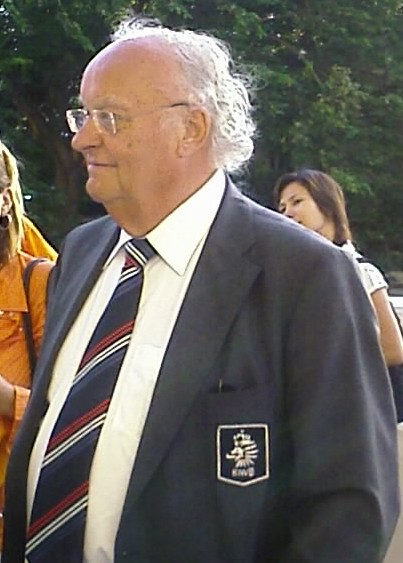
Sprengers (2007)

Matthieu „Jeu“ Sprengers (* 24. Mai 1938 in Tegelen; † 6. April 2008 in Venlo) war ein niederländischer Fußballfunktionär.

## Werdegang
Sprengers war zunächst Schatzmeister und ab 1981 Vorsitzender des niederländischen Fußballklubs VVV-Venlo. 1985 stieg er mit dem Klub nach mehreren Anläufen, in denen die Mannschaft erst in den Aufstiegs-Play-Offs gescheitert war, in die Eredivisie auf. In den Spielzeiten 1986/87 und 1987/88 überraschte der Klub, indem er zweimal hintereinander den fünften Platz in der höchsten niederländischen Spielklasse erreichte, musste aber nach einem Aderlass insbesondere durch den anschließenden Abschied der Leistungsträger und Stammspieler Raymond Libregts, John Lammers, Frank Berghuis, Ger van Rosmalen und Stan Valckx im Sommer 1989 wieder absteigen. Nach einem 1990 erlittenen Herzinfarkt legte Sprengers sein Amt nieder.
1993 übernahm Sprengers als Nachfolger von Jo van Marle den Vorsitz des Koninklijke Nederlandse Voetbal Bond. 2000 saß er im Organisationskomitee der gemeinsam mit dem belgischen Verband organisierten und in den Niederlanden und Belgien ausgetragenen Europameisterschaftsendrunde 2000. Anschließend rückte er innerhalb der UEFA zum Schatzmeister auf. Im europäischen Verband machte er sich insbesondere als Fürsprecher der kleineren Verbände einen Namen, was ihm den Spitznamen „Robin Hood der UEFA“ einbrachte. Nachdem Michel Platini 2007 den Vorsitz der UEFA übernommen hatte, trat er von seinem Amt zurück.
Nach der Festlegung des Rotationsverfahrens 2007 warb Sprengers im Rahmen der Vergabe der Fußball-Weltmeisterschaften 2018 und 2022 bei der FIFA und den dort organisierten Landesverbänden für die – letztlich erfolglose – Vergabe der Weltmeisterschaftsendrunde 2018 an die Niederlande und Belgien für ein erneut gemeinsam organisiertes Turnier. Beim Weltverband arbeitete er zudem in diversen Gremien, unter anderem im Internal Audit Committee  sowie dem  FIFA Strategic Committee.
Sprengers verstarb im Frühjahr 2008 im Alter von 69 Jahren nach kurzer Krankheit. Sein Nachfolger als KNVB-Vorsitzender wurde der ehemalige Schiedsrichter Michael van Praag.